# Hogna subaustralis
Hogna subaustralis là một loài nhện trong họ Lycosidae.
Loài này thuộc chi Hogna. Hogna subaustralis được Embrik Strand miêu tả năm 1908.